# Ignacio María Echaide Lizasoain
Ignacio María Echaide Lizasoain (San Sebastián, España, 1 de diciembre de 1884-14 de noviembre de 1962) fue un ingeniero español, escritor y filólogo de euskera.

## Vida y carrera
Dado que su familia vivía a caballo entre San Sebastián y Vergara, estudió el bachillerato por libre, aprobando en Valladolid en 1900. Pasó a estudiar en la Escuela de Ingenieros Industriales de Bilbao donde se graduó en octubre de 1906. Al año siguiente, entró en la Diputación de Guipúzcoa inicialmente como responsable del servicio de Catastro Industrial, pero 1908 le encargaron el estudio de la red provincial de teléfonos. Este trabajo se convertirá en su gran pasión y fruto de él será la creación de la Red Telefónica Provincial.
Desde el 9 de marzo de 1909, por concurso, accede a la plaza ingeniero industrial de la provincia, dentro de cuyas funciones está la dirección de la compañía telefónica provincial. Bajo su dirección, llevará este servicio a las más apartadas localidades de la provincia e implantará en 1926 la primera red automática de telefonía de España, sirviendo con gran éxito a la capital y localidades de su entorno. Desarrolló una importante bibliografía técnica así como numerosos artículos en revistas como "Dyna", "Metalurgia y Electricidad" y otras, siempre buscando claridad y sencillez. El 30 de septiembre de 1926 recibió la Medalla de Plata del Trabajo. Siguió siendo responsable de la Telefonía Provincial, hasta que el 9 de mayo de 1949 esta compañía fue absorbida por la Compañía Telefónica Nacional de España.
Su otra vertiente fue la del estudioso de la lengua vasca. Dado que no había sido su lengua materna, partiendo de unos escasos conocimientos, desde muy joven se aplicó a su estudio y análisis, abordándola de la misma forma que lo hizo con la telefonía: de modo sistemático y con espíritu científico. Como lingüista, escribió varios tratados sobre gramática y sintaxis, además de un buen número de artículos. Colaboró en revistas como "Euskal-Esnalea", "Euskera" y el Boletín de la Real Sociedad Vascongada de Amigos del País. Fue el segundo presidente de la Academia de la Lengua Vasca (Euskaltzaindia) desde 1951 hasta su fallecimiento. Dada su actividad profesional, fueron muy importantes sus aportaciones en el marco del lenguaje técnico.
De profundas convicciones católicas, desarrolló un importante activismo en este campo, impulsando lo que entonces se llamaban acciones propagandistas. Fue socio-fundador de la Legión Católica Española (1928), del Centro de Actuación y Propaganda Católica (1932) y de la Editorial Católica de Guipúzcoa (1932) y escribió numerosos artículos en periódicos católicos e integristas como La Cruz del que fue socio-fundador, El Integrista, La Constancia y Cruz y Verdad.
En total, publicó 33 libros técnicos y varios cientos de artículos sobre temas de telefonía, euskera, política y religión. Por su labor, tanto en el campo de la telefonía como del estudio del euskera, el 14 de diciembre de 1953 el Ministerio de Educación Nacional, a iniciativa de la Diputación Foral de Guipúzcoa le concedió el ingreso en la Orden Civil de Alfonso X El Sabio.

## Obras
- Subfijación, prefijación y composición en el idioma euskaro (1911)

- Tratado de sintaxis en el idioma euskaro (1912)

- Apuntes de Telefonía (1921)

- El verbo vascongado (1923)

- Descripción histórica y estadística' (1923)

- Comunicaciones de Guipúzcoa (1924)

- Medidas eléctricas y mecanismos. Descripción de aparatos e instrucciones de uso (1924)

- Apuntes sobre telefonía (1925)

- La telefonía automática en Guipúzcoa al alcance de todos (1925)

- La corriente telefónica: Estudio matemático de los problemas relativos a la transmisión telefónica precedida de una entrada sobre la corriente alterna (1927)
- El sistema Ericsson de telefonía automática  (1928)

- Telefonearen sortze ta aurrerapena (1929)

- Resumen descriptivo, histórico y estadístico acerca de la Red Telefónica de Guipúzcoa (1929)

- Medidas de equivalente y nivel de transmisión: descripción de un aparato construido por la Société d´Etudes pour Liaisons Telephoniques & Telegraphiques" instaldo en el laboratorio de la red (1929)

- Tratado de subfijación, prefijación y composición en el idioma euskaro (1931)

- Sobre el origen y parentesco del pueblo euskaro y su idioma (1935)

- Lecciones sobre telefonía automática (1942)

- Desarrollo de las conjugaciones euskaras. Perifrásticas y sintéticas, respetuosas y familiares (1944)